# Der Freitag (journal)
Pour les articles homonymes, voir Freitag.
Der Freitag (litt. « Le vendredi ») est un hebdomadaire allemand.
Der Freitag  est né en 1990 d'une fusion entre la Volkszeitung (de) (RFA) et le Sonntag d'ex-RDA.
Son tirage assez restreint est de l'ordre de 13 000 exemplaires.
Der Freitag est un journal  libéral de gauche ayant particulièrement suivi la réunification allemande et ses conséquences politiques, sociales et sociologiques.
Il possède un accord avec le Guardian qui lui permet de traduire et d'éditer des articles venant du quotidien britannique.